# 雍季
雍季（？—？），春秋時期晉國大臣。於城濮之戰向晉文公建議有功。主要事蹟被記載於《呂氏春秋·孝行覽》的〈義賞篇〉。

## 事蹟
晉國將與楚國在城濮（今山東鄄城西南）交戰。晉文公召大夫狐偃商討對策。晉文公由於晉國與楚國軍事力量相去懸殊，不知如何是好。狐偃表示可以用詐欺的方法取勝。文公又將狐偃的觀點詢問雍季，雍季即舉出兩個例子：「將澤中的水抽光，魚便很輕易地被捉到，可是這澤中將無魚可捕；將森林焚盡而打獵，禽獸便可以輕鬆地被擒獵，可是這地卻再也無獸。詐欺雖然可以取勝於一時，卻不可永久取勝，並非長期可用的良策。」在戰時，晉文公採取狐偃的方法使楚國敗北，戰後賞賜有功之臣時，雍季獲重賞，且高於狐偃之賞。左右諫文公，理應重賞狐偃而非雍季，文公則曰：「雍季的言論，是為百世利益著想。咎犯（狐偃）的言論，是為了一時的勝利。為一時利益著想之人所獲的獎勵，怎能高於為百世利益著想之人所獲得的呢？」
後世，雍季向文公的諫言成為成語——涸澤而漁。